# Революція в Королівстві Польському 1905-1907 років

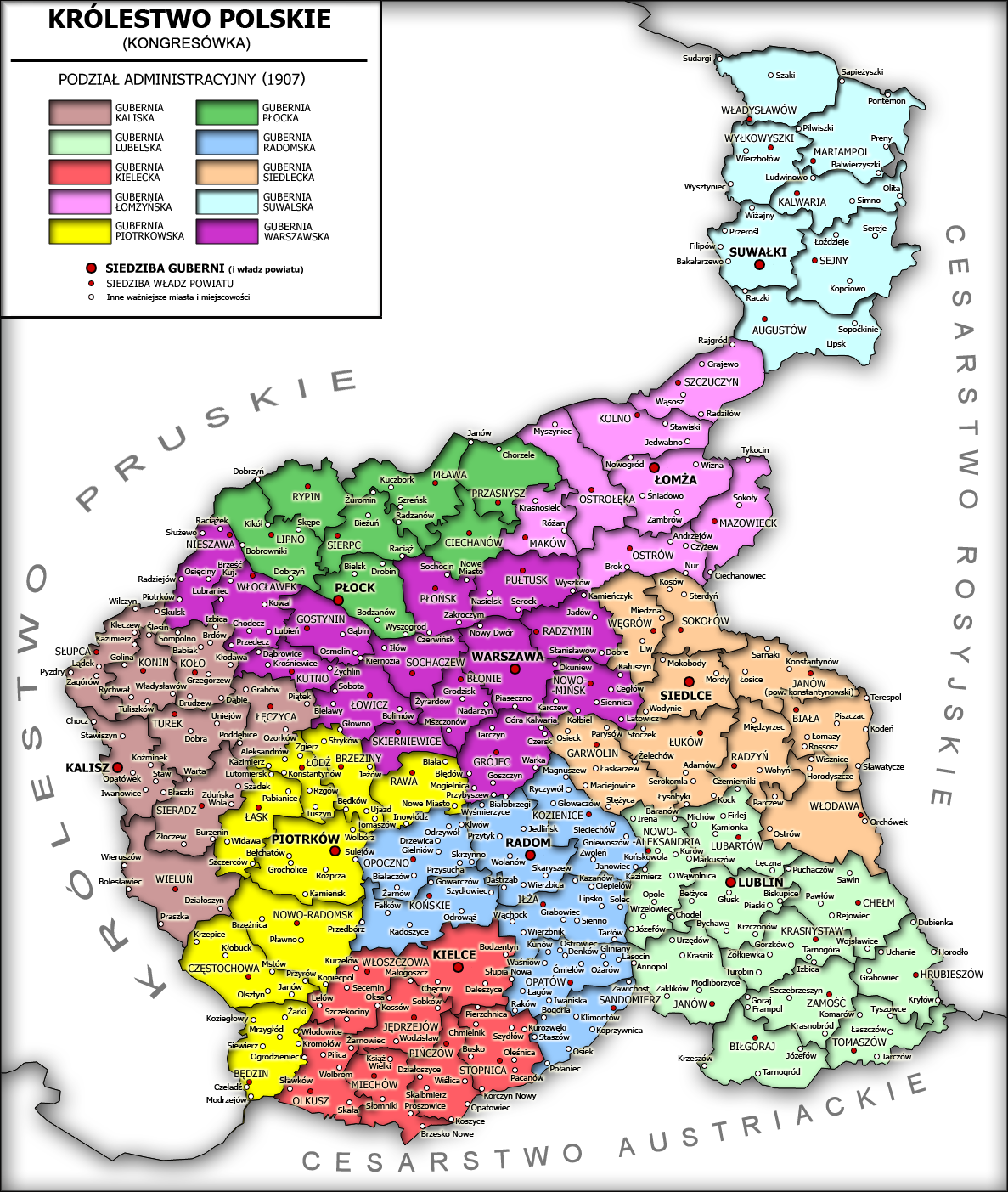
Карта адміністративного поділу Королівства Польського, 1907

Революція в Королівстві Польському 1905—1907 років — сукупність подій, пов'язаних з революційною діяльністю, що відбувалися на території колишнього польського царства в період від 1905 року по 1907 роки.

## Передумови
Загострення ситуації у промисловій сфері, що розпочалося ще з 1904 року в результаті погіршення умов праці та на фоні інформації про низку компрометуючих невдач Російської імперії на полях битв під час російсько-японської війни. Найбільша організація соціалістична на польських землях, Польська соціалістична партія, передбачаючи революційні події, ще в травні 1904 року створила свою бойову 0організацію. В той час в Парижі представники польського робітничого руху проводили переговори з партією ессерів також латвійськими та грузинськими націоналістами про можливість проведення всеросійського повстання. Друга, трохи менша за кількістю прихильників робітнича партія, Соціал-демократія Королівства Польського і Литви мала тісні зв'язки та користалася порадами меншовиків та більшовиків. Ессери та партія Бунд активніше діяли та посилювали свій вплив на заході країни. На початку 1904 року Юзеф Пілсудський зустрівся з японським амбасадором, намагаючись переконати його підтримати антицарське повстання та створити в Японії польський легіон.

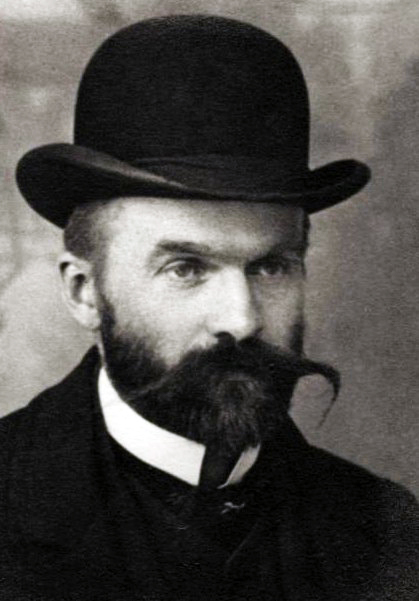
Юзеф Пілсудський, 1904 рік, перед візитом до Японії

28 вересня 1904 року в Білостоці поліція розігнала демонстрацію, яку проводила польська соціалістична партія. Жандарми напали на демонстрантів, спробували конфіскувати червоний прапор на якому було написано «PPS: Precz z wojną i caratem! Niech żyje wolny polski lud!». У відповідь на цю дію, бойовики PPS почали стріляти з револьверів. В результаті цього всього багато сотень людей було заарештовано, а шестеро людей померло. 13 листопада 1904 року подібна маніфестація була розігнана на площі Гжибовського у Варшаві. Ситуація досягла критичного моменту в результаті інформації про «криваву неділю» в Санкт-Петербурзі 22 січня 1905 року, що сталою причиною падіння авторитету царської влади Миколи II та вибуху страйків на території всієї російської імперії. Упродовж усього 1905 року страйки набули масового характеру та відбувалися на численних промислових заводах на території всієї російської імперії. На території Польщі координаторами страйків стали Польська соціалістична партія і партія Соціал-демократія Королівства Польського і Литви(SDKPiL). В січні місяці в селі Піляшкув, що знаходиться біля міста Лович вчителі початкових шкіл таємно зібралися та прийняли постанову про негайне запровадження викладання польською мовою у сільських школах, яку вони почали викладати, незважаючи на репресії, які проводила російська влада.

### Вимоги
Економічні вимоги революціонерів були подібними до загальноросійських, зокрема вирішення аграрного питання, збільшення заробітної платні та покращення умов праці. Політичні вимоги стосувалися надання робітникам рівних політичних прав як привілейованими верствами, зокрема права на участь в виборах. Актуальними були й питання зняття заборони на спілкування польською мовою, дозволу викладати на ній в навчальних закладах та популярними були гасла про незалежність..

## Перебіг Подій
28 січня PPS та SDKPiL організували страйк, в якому взяли участь понад 400 тисяч працівників. Безпосередньою реакцією на події «кривавої неділі», був всезагальний шкільний страйк, який тривав понад три роки. За час від 1905 року до 1906 року в королівстві відбулося понад 6991 страйків, в яких взяло участь понад 1,3 мільйонів працівників. Виступи робітників неодноразово засуджувалися, лодзька Gazeta Polska закликала задушити  соціалістичну анархію, в той час як кількість політичних вбивств досягнуло цифри в 40–50 людей в тиждень. Противники польського правого націоналіста Роман Дмовського вважали, що він уклав таємну угоду з царським урядом з метою придушення страйків. Діяльність його партії народної демократії критикувалась, оскільки під час революції займалася розпалюванням ненависті поляків до євреїв, попри апеляції Польської Соціалістичної партії спільно боротися проти царизму, незважаючи на національність чи віросповідання, але ці заклики залишались без уваги. З метою відвернення уваги від виступів працівників, в Біломустоці 15 серпня 1905 царські війська та антисеміти організували єврейський погром.
У відповідь на репресії загострилися сутички між Бойовою організацією ППС і царськими силами. Бойовики планували замахи на оберполіцмейстра Нолкена та генерала Новосілцова. Революціонери також вели підпільну війну проти мережі царських агентів, що проникали в польські політичні організації.

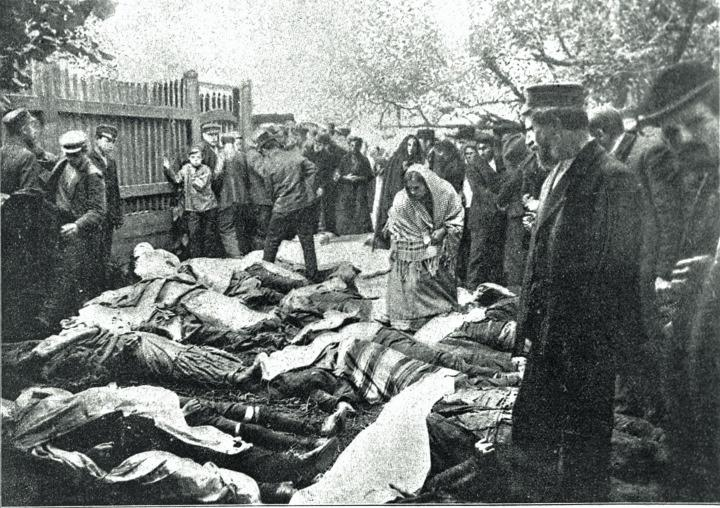
Жертви погрому в Біломустоці

### Кривава середа
Кривава середа (польськ. Krwawa Środa) — це події, що відбулася 15 серпня 1906 року в Королівстві Польща. Бойова організація Польської соціалістичної партії (OB PPS) здійснила серію нападів на російських чиновників, насамперед на поліцейських та їх інформаторів. Ця акція є однією з найбільших акцій в історії OB PPS.
Головною метою OB PPS було зупинити репресії які продовжувалися по відношенню до робітників від початку революції, а також демонстрація своєї здатності боротися на рівних російському уряду. Було організовано серію терористичних атак насамперед проти поліцейських, виконання акції почалось 15 серпня 1906 року.
Загалом відбулось майже 100 інцидентів, про атаки повідомили за різними підрахунками 18, 19 чи 20 міст та селищ. Також суттєво різними були повідомлення, щодо загиблих. Зокрема були дані про 80, 70, 51,29 чи 19 випадків які закінчились смертю російських можновладців (здебільшого поліцейських) та їх інформаторів, а також про 4 чи 69 поранених. Тільки у Варшаві, офіційні ресурси повідомляли, що відбулися «більше 100 інцидентів», не офіційно 50 російських поліцейських було вбито та 100 поранено, також поширеною була інформацією про 200 випадків. Група бойовиків на чолі з Генриком Бароном атакувала поліцейські офіси та брала участь в боях з козаками в Варшаві. Ці акції призвели до паніки в російському гарнізоні, поширились підозри у непідкорені владі гарнізону та відступу деяких військових частин з міста. Акції мали місце у всій Польщі, яка була окупована росіянами.
Через три дні, 18 серпня 1906 року, OB PPS здійснили ще одну свою знамениту акцію. Відома активістка жінка член цієї організації Ванда Крахельська-Філіпович зробила спробу вбити генерал губернатора Варшави, Георгія Скалона. Проте єдності, щодо потреби здійснення даної операції не було, особливо проти неї виступав Юзеф Пілсудський. Більше того інші керівники протестів такі як партія Соціал-демократія Королівства Польського і Литви та Бунд також критикували цю акцію. Російською реакцією стала нова хвиля арештів та переслідування проти активістів.

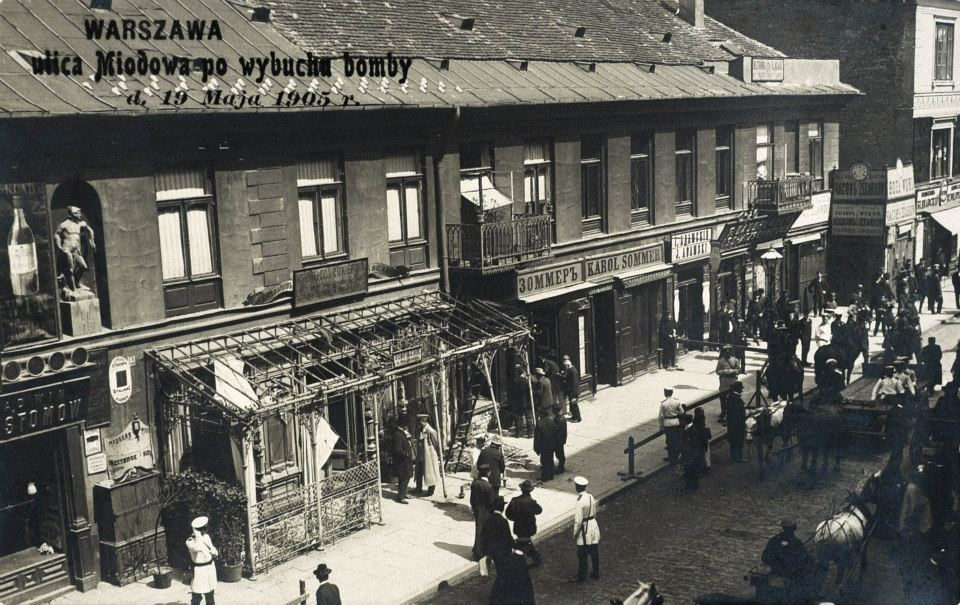
Вулиця в Варшаві після приведення в дію бомби бойовиками ПСП

.

### Варшава
В Варшаві в січні 1905 року під час протистояння демонстрантів та військових померло близько 100 людей. Першотравнева демонстрація, яка відбулася втому ж році в Варшаві закінчилася смертю 37 людей. Громадськість була шокована екзекуцією вчиненою над 19-літнім Стефан Окржея, бойовика OB PPS i героя битви, яка велася з царськими військами на площі Гжибовського. 1 травня хода з приводу Свята Праці була розігнана, померло в ході цих подій 37 осіб.

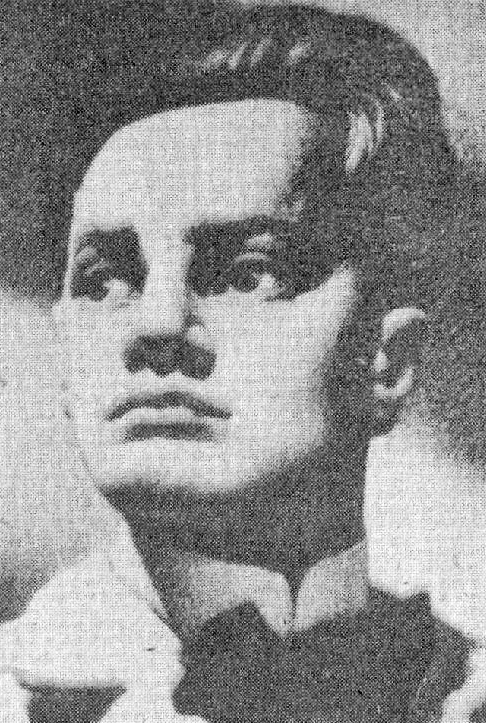
Стефан Окржея перед 1905

### Лодзь
У Лодзі страйк текстильників перетворився на дводенне зіткнення противоборчих сторін (22–24 червня), в результаті яких померло близько 1000 осіб та залишилось поранених близько двох тисяч осіб. В боях під час повстання тільки за перший тиждень померло 55 поляків, 79 євреїв i 17 німців. Заспокоєнням страйкуючих керував генерал Шаттлворт, а цар запровадив воєнний стан.

### Сосновець
1 лютого 1905 в місті Сосновець вибухнули страйки на фабриці Fitzner i Gamper, а згодом на вугільній шахті Сосновець. 9 лютого 1905 перед гутою імені М.Бучка в Сосновці російські солдати відкрили вогонь по маніфестації працівників в результаті чого померло 40 демонстрантів та отримало порання близько 150 осіб.

### Домброва-Гурнича
Під впливом, які відбулися в Сосновці в місті Домброва-Гурнича розпочалися страйки та демонстрації, в яких брали участь працівники KWK Koszelew, KWK Париж, Гути банкової також учні реальної школи та школи гірничої. Внаслідок заворушень загинула одна людина. Страйки відбулися після цього, в KWK Mortimer що мали місце в липні, вдалось зупинити локаутом.

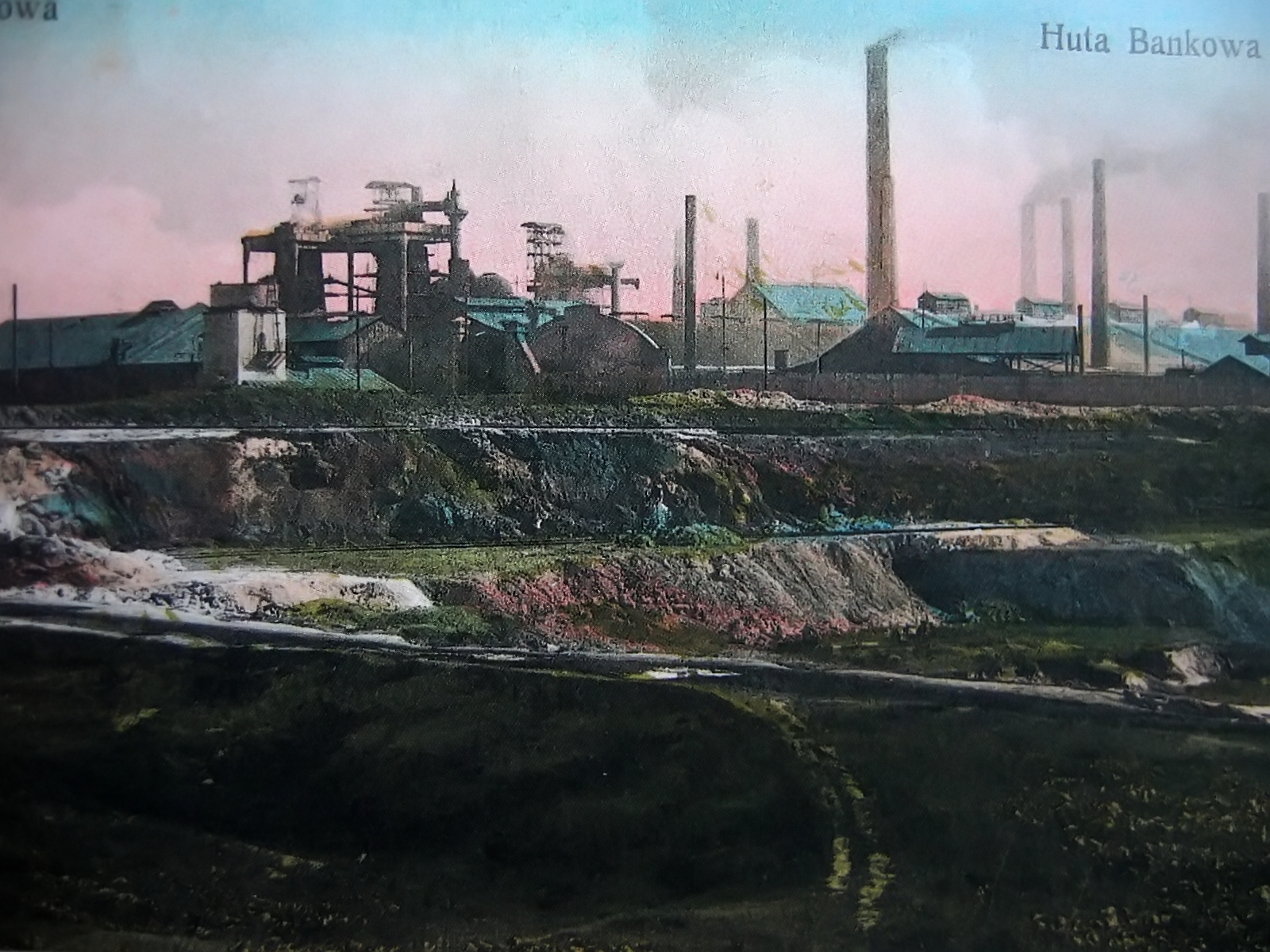
Гута банкова в 1910 році

### Островець
В Острівці було оголошення 27 грудня про створення Островецької республіки. Промисловці та влада на місцях, окремі представники католицької церкви та члени партії народних демократів співпрацювали у придушенні робітничих заворушень із царським режимом.

### Ченстохова
8 лютого 1905 року вибухнув страйк на заводі з переплавлення металу в місті Ченстохові. Одразу до цього страйку приєдналися фабрики «Częstochowianka», «Warta», бавовняно-прядильна фабрика Mottów, завод «Stradom», бавовняна прядильня Peltzerów, фабрика імені Brassa та завод з виробництва кислоти Zachsa.

### Радом
31 січня 1905 року в місті Радом 1500 робітників узяло участь у маніфестації. 3 лютого російські солдати відкрили вогонь по демонстрантах та вбили 14 людей та поранили 50 людей, під час демонстрації, яка відбувалася 24 грудня 1905 року охороняючи прапор PPS помер демонстрант Віктор Цемерис Кв'ятковський.

### Каменна
4 лютого 1905 в місті Каменній (сьогодні Скаржисько-Каменна) відбулася маніфестація робітників, по яких відкрили вогонь російські солдати, у зв'язку з чим померло від 24 до 32 осіб, а також 40–100 осіб отримало поранення. Більше того, у містечку відбулися два великі залізничні страйки (25 лютого до 17 листопада 1905 i від 26 грудня 1905 до приблизно початку січня 1906 року).

### Кельці
3 лютого 1905 страйк провела молодь кельцких гімназій: чоловічої та жіночої. 3 липня 1905 року, на Петроввській вулиці, відбулися сутички Бойової організації PPS з російською імператорською армією та поліцією; поранення отримали чотири людини, серед яких двоє мали єврейське походження. В результаті відродження політичного життя в Польському королівстві та лібералізації цензури в Кельцях в 1906 році був створений щотижневий прогресивно-демократичний журнал «Echa Kieleckie».

## Наслідки
Революція принесла із собою декілька позитивних змін на польську землю. З'явилася можливість створити польські установи та громадські організації: польські приватні школи (якраз тоді була створена Польська школа-мати), кооперативний рух (між іншими Товариство кооператорів); зменшилася цензура, була введена свобода віросповідання та дозволено використання офіційно польської мови в повітових управліннях. Непрямим ефектом революції 1905 року був також поділ в польському соціалістичному русі пов'язаним з різницею в пріоритетах. Незалежність Польщі в першу чергу була пріоритетом для людей більш старшого віку, а права робітників в першу чергу — для молодших активістів. Як наслідок Польська соціалістична партія розкололася на польську політичну партію соціалістичну фракцію (Юзеф Пілсудський), головною метою якою було перед всім вибороти незалежність, а також на PPS Ліві (Фелікс Кон), головною метою якої перед всім була боротьба за робітничі. Досвід революційної діяльності бойової організації PPS був використаний для створення у 1908 році у Львові союзу чинної боротьби.
Під натиском революціонерів цар пішов на поступки. В квітні 1905 року вступив у дію закон про вільне віросповідання, що сприяло припиненню репресій проти греко-католицької меншини. У польських школах заняття почались знову вестись польською мовою, було легалізовано робітничі зв'язки. Царський маніфест проголошував впровадження конституції, а також скликання парламенту. Однак конституційні зміни були частинами скасовані в період  з 1906 по 1907 рік. Поляків у державній думі, яка була позбавлена реальної влади, представляли тільки націонал-демократи. Частина досягнень, які отримали робітники в економічній сфері були відмінені..

## Галерея

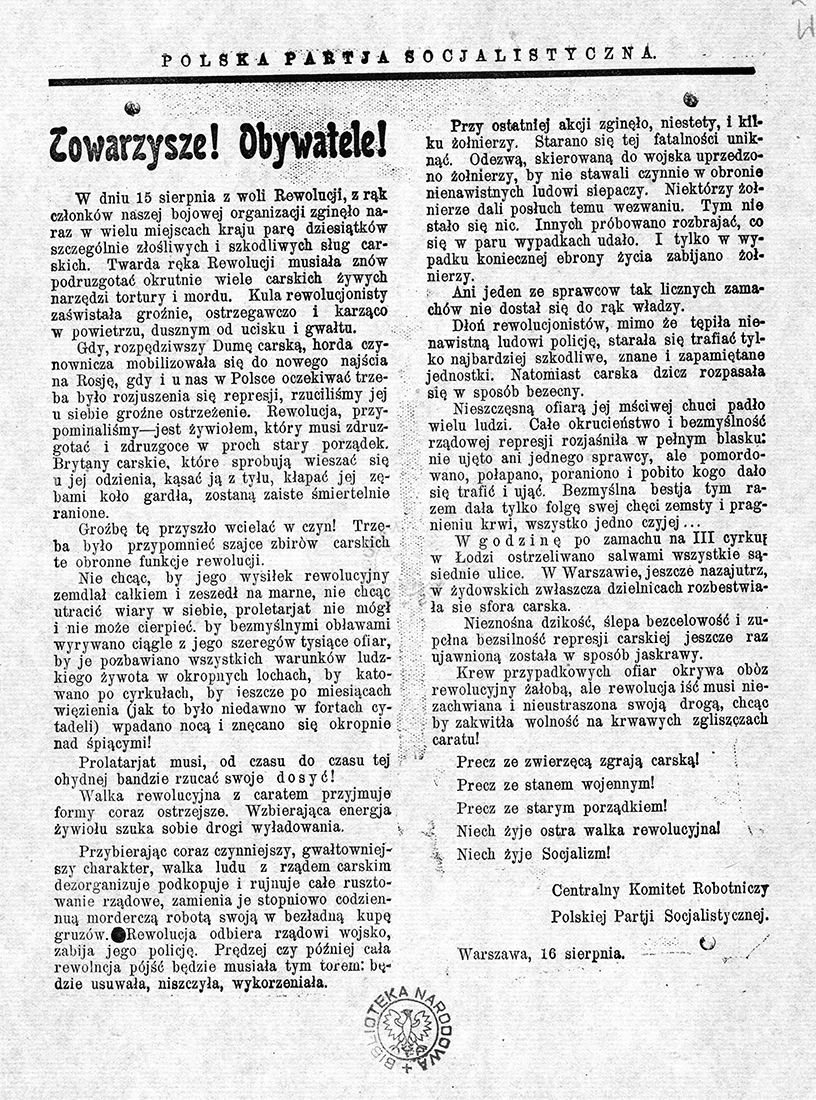
Заклик до народу виданий 16 серпня 1906 року Польською соціалістичною партію після так званої кривавої середи
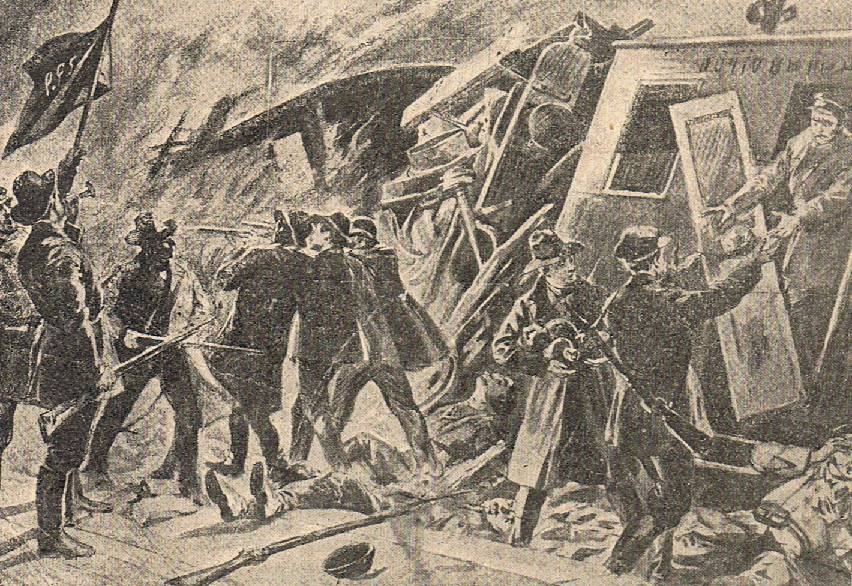
Експропріація під Роговом була виконана бойовою організацією PPS
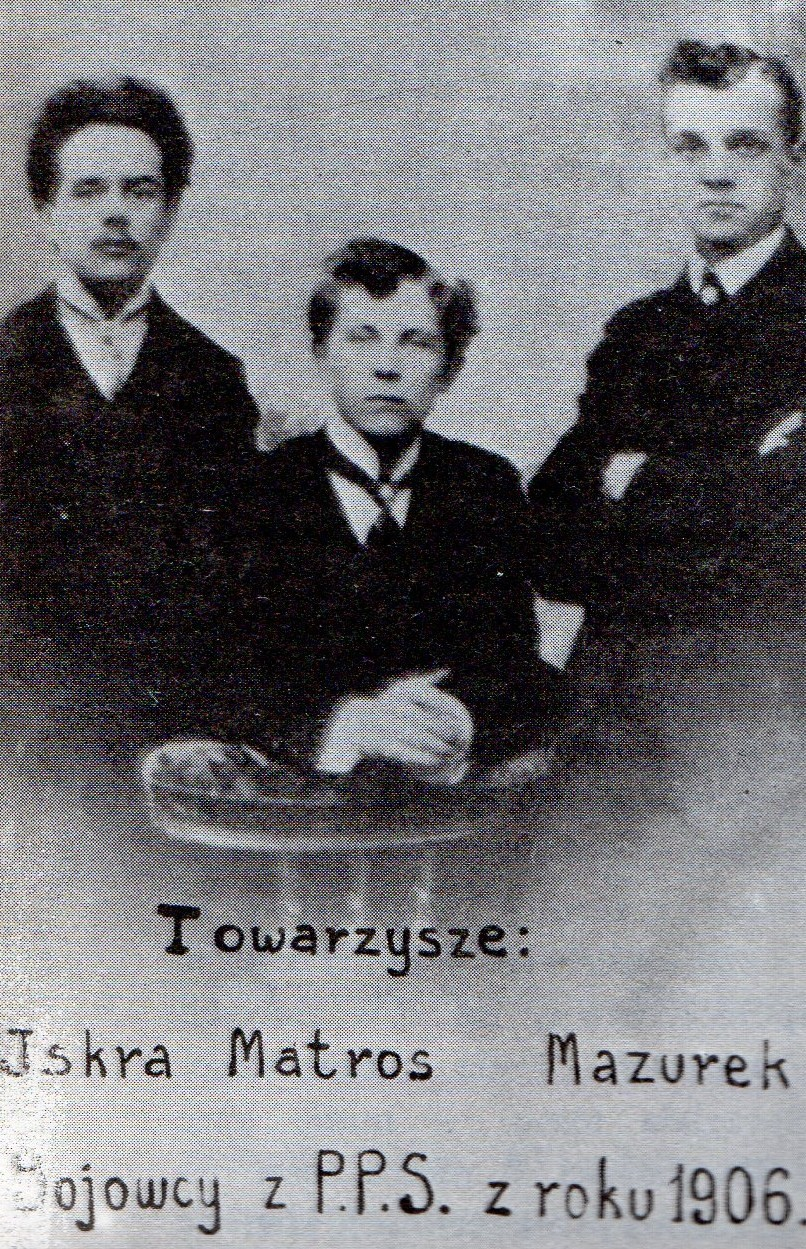
Бойовики польської бойових організації PPS
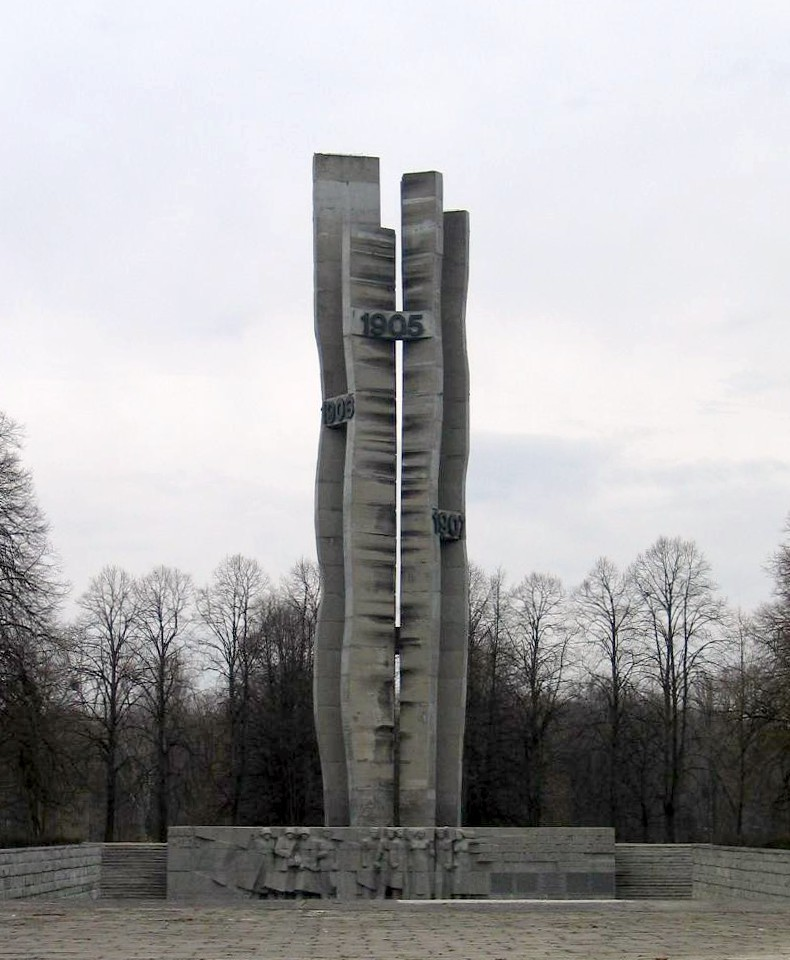
Пам'ятник Революційного Чину в місті Лодзь встановлений на честь пам'яті  подій 1905 року
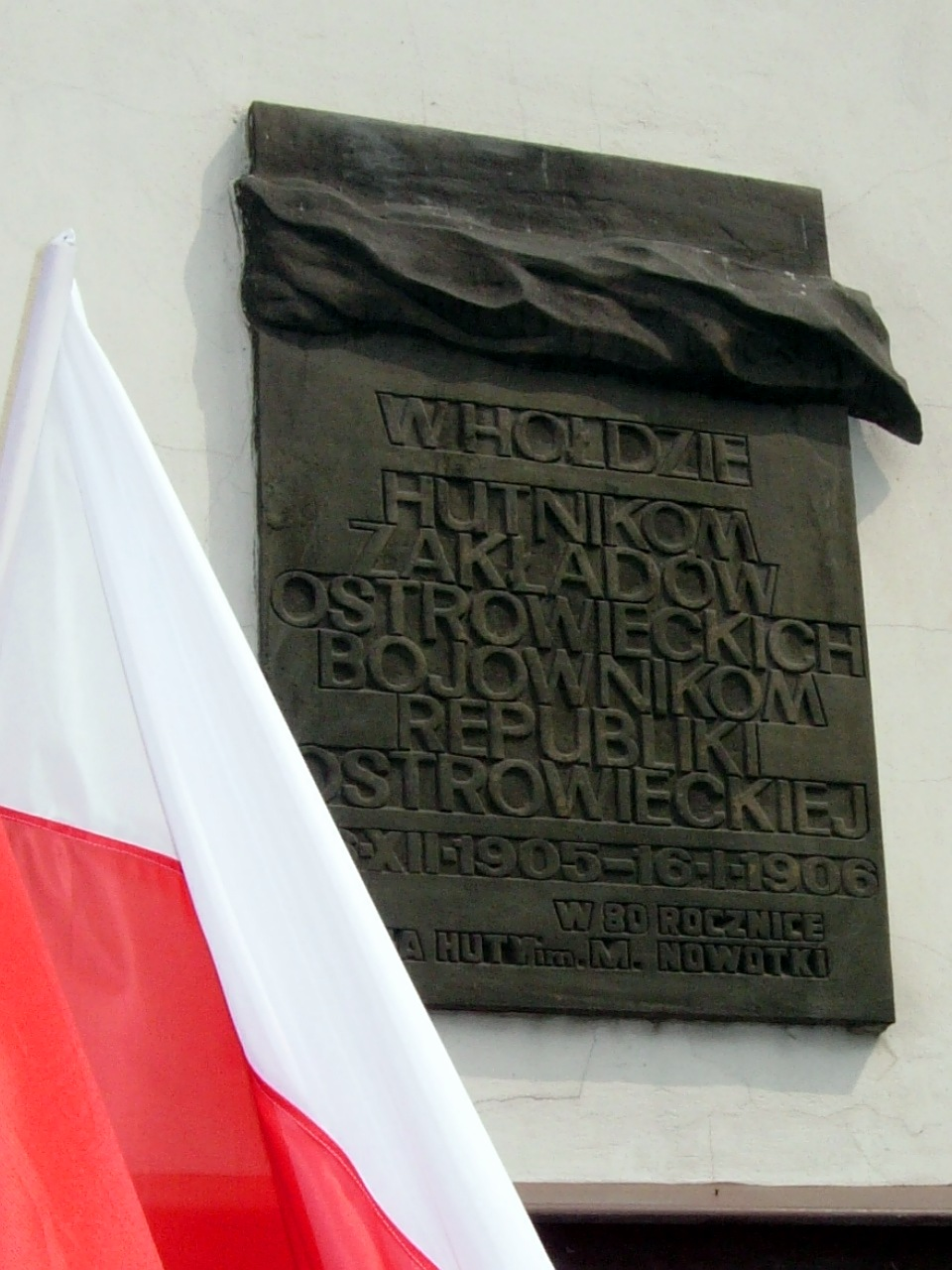
Таблиця встановлена в місті Островець-Свентокшиський встановлений на честь пам'яті  подій 1905 року
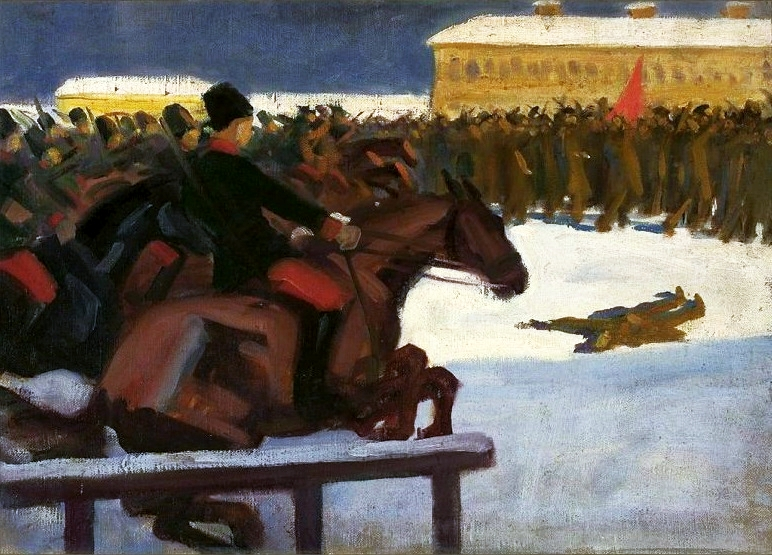
Вулична демонстрація 1905 року. Малюнок Владислава Скочиляса
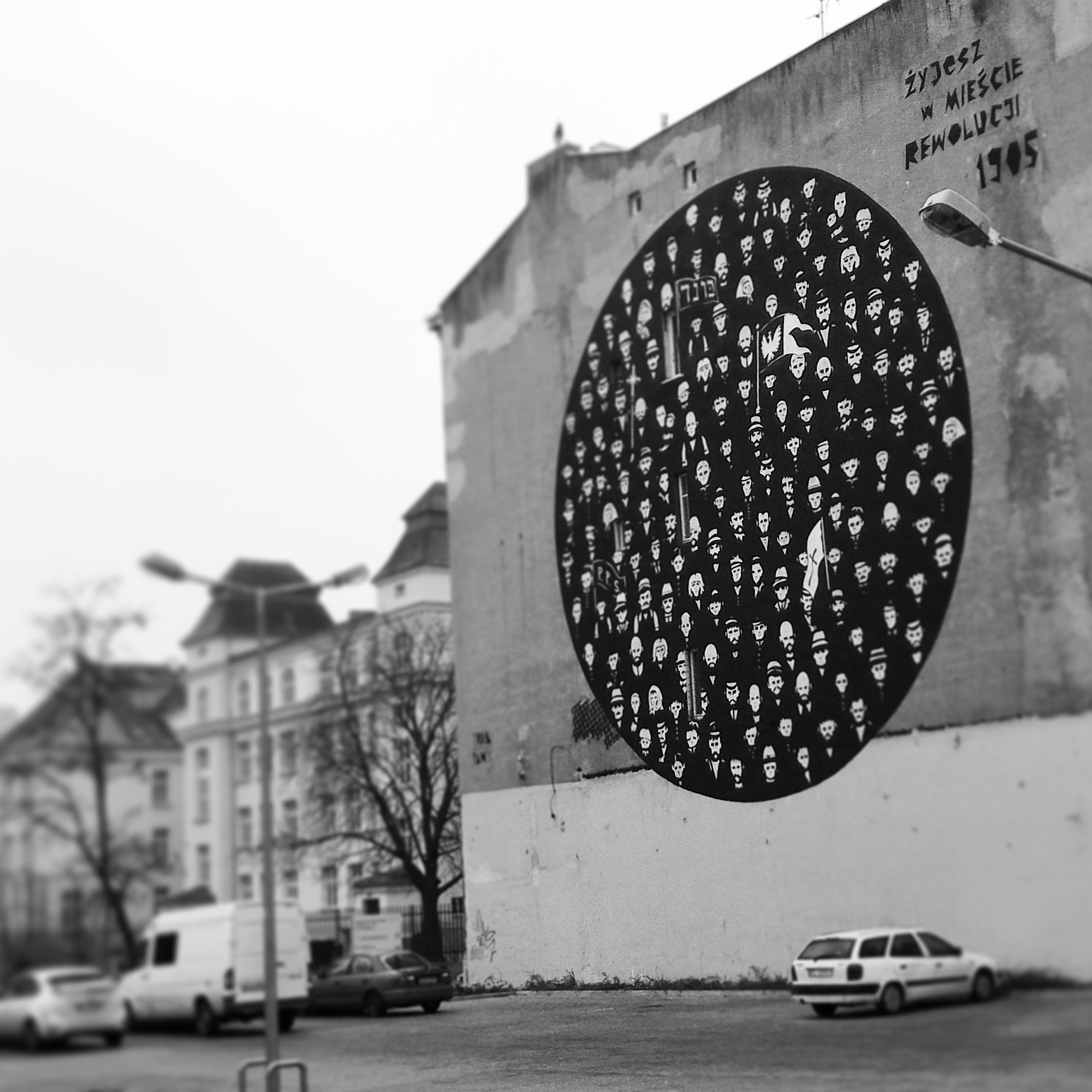
Лодзький мурал створений на честь 1905 року. Автор: Takie Pany